# Ernle Chatfield
L'Ammiraglio della Flotta Alfred Ernle Montacute Chatfield, I° barone Chatfield, GCB, OM, KCMG (Southsea, 27 settembre 1873 – Farnham Common, 15 novembre 1967) è stato un ammiraglio britannico della Royal Navy.
Durante la prima guerra mondiale servì come capitano di bandiera sotto il comando di Sir David Beatty, nel mese di agosto 1914, nella Battaglia della baia di Helgoland, nel mese di gennaio del 1915, nella Battaglia di Dogger Bank, nel maggio 1916 nella battaglia dello Jutland.
Dopo la guerra, divenne Comandante in Capo dell'Atlantic Fleet, quindi Comandante in Capo della Mediterranean Fleet prima di servire come Primo Lord del Mare a metà degli anni '30. Durante questo incarico affermò che la Royal Navy avrebbe dovuto mettere in linea 70 incrociatori operativi piuttosto che i 50 incrociatori concordati nella Conferenza Navale del 1930. Inoltre sosteneva che le navi da battaglia avevano ancora un ruolo importante da svolgere, nonostante lo sviluppo dell'aviazione, e che la Fleet Air Arm avrebbe dovuto essere parte della Royal Navy, piuttosto che della Royal Air Force. Successivamente, nei primi anni della seconda guerra mondiale, lavorò come Ministro per il Coordinamento della Difesa.

## Carriera navale
Figlio unico dell'ammiraglio Alfred John Chatfield e di Louisa Chatfield (nata Faulconer), venne educato alla St. Andrew's School a Tenby, prima di entrare, nel 1886, alla Royal Navy come allievo ufficiale sulla nave scuola HMS Britannia. Nel novembre 1888, fu guardiamarina sulla corvetta HMS Cleopatra, prima del trasferimento, nel 1890, sull'incrociatore HMS Warspite, fiore all'occhiello della Pacific Station. Promosso a sottotenente il 27 settembre 1892 e a tenente il 27 marzo 1894, si unì nel maggio 1894, all'equipaggio della corazzata HMS Royal Sovereign, vascello di punta della Channel Fleet. Nel 1895 frequenta la scuola di artiglieria HMS Excellent per unirsi poi, nell'agosto del 1897, a Devonport, al personale della scuola di artiglieria HMS Cambridge.
Nel gennaio 1899 divenne ufficiale di tiro sulla corazzata HMS Caesar della Mediterranean Fleet, e nel gennaio 1900 si unisce a Sheerness al personale della scuola di artiglieria HMS Wildfire, prima di diventare , nel novembre 1902, ufficiale di tiro sull'incrociatore HMS Good Hope dell'Atlantic Fleet. Promosso a comandante il 1º gennaio 1904, si trasferisce sulla corazzata HMS Venerable, della Mediterranean Fleet. Nel marzo 1906 torna sulla HMS Excellent, e, dopo essere stato promosso a capitano il 30 giugno 1909, nel settembre 1909 venne promosso a commander (equivalente a capitano di fregata) sulla nave da guerra HMS Albemarle, fiore all'occhiello del Contrammiraglio Sir Colin Keppel, e secondo in comando dell'Atlantic Fleet. Nel febbraio venne nominato Capitano di Bandiera della corazzata HMS London, la nuova ammiraglia di Keppel nello stesso ruolo. Dopo aver frequentato il corso di guerra al Royal Naval War College a Portsmouth, nel 1911 fu capitano della nave di linea, RMS Medina, convertita in yacht reale, per la visita dei sovrani britannici in India. Nell'estate del 1912 fu poi al comando prima della HMS Aboukir della Reserve Fleet, poi nel settembre 1912, dell'incrociatore HMS Southampton, e, successivamente, nel marzo 1913, dell'incrociatore da battaglia HMS Lion, ammiraglia del Battlecruiser Squadron del vice-ammiraglio Sir David Beatty.

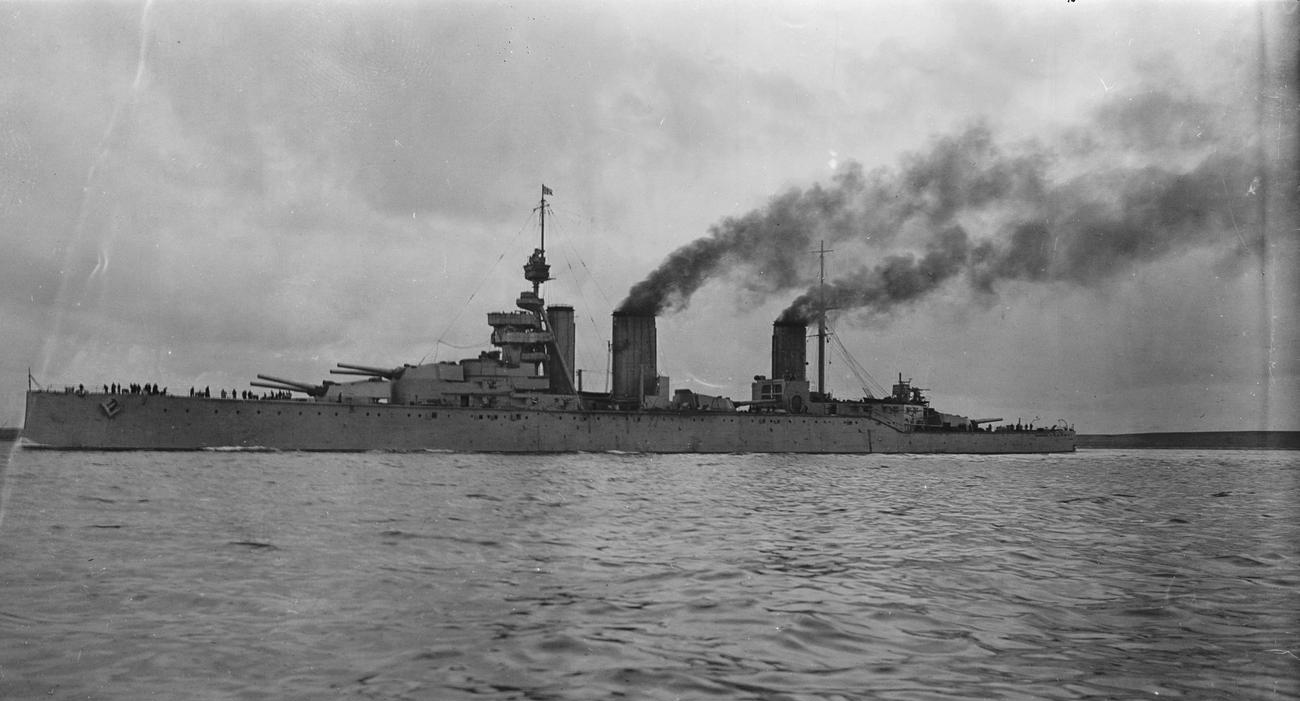
La corazzata HMS Lion, che Chatfield comandò nella battaglia dello Jutland

Durante la prima guerra mondiale Chatfield militava come capitano di bandiera della Beatty sulla Lion, nel mese di agosto del 1914, nel corso della battaglia di Helgoland, nel mese di gennaio 1915, nella battaglia di Dogger Bank e, nel maggio 1916, nella battaglia dello Jutland. Allo Jutland era presente nel momento in cui due incrociatori da battaglia britannici erano saltati in aria sotto i colpi della navi tedesche, durante il quale il comandante Beatty fece la sua famosa osservazione: "There seems to be something wrong with our bloody ships today, Chatfield", "Sembra che ci sia qualcosa di sbagliato nelle nostre maledette navi oggi, Chatfield". Nominato, il 31 maggio 1916, Compagno dell'Ordine di San Michele e San Giorgio e Compagno dell'Ordine del Bagno nei Birthday Honours, Chatfield continuò a comandare la corazzata HMS Iron Duke, ammiraglia di Beatty, divenuto nel frattempo, nel novembre 1916, Comandante in Capo della Grand Fleet. Nel febbraio 1917 divenne comandante della corazzata HMS Queen Elizabeth. Il 5 aprile 1919, venne promosso, Cavaliere Commendatore dell'Ordine di San Michele e San Giorgio.
Dopo la prima guerra mondiale guerra servì come Quarto Lord del Mare dal luglio 1919 e, essendo stato nominato Aiutante di Campo Navale dal re il 26 gennaio 1920 e promosso a retroammiraglio il 31 luglio 1920, divenne Assistente Capo di Stato Maggiore della Marina nel febbraio 1920. Avanzato nel 1922 a Cavaliere Commendatore dell'Ordine del Bagno nel corso del Birthday Honours, venne nominato, nel mese di settembre del 1922, Comandante del 3° Light Cruiser Squadron e nell'aprile 1925, Terzo Lord del Mare e Controllore della Marina. Il 1º marzo 1926, venne promosso a vice-ammiraglio, sempre nel ruolo di Comandante in Capo dell'Atlantic Fleet, nel marzo 1929, con la sua bandiera sulla corazzata HMS Nelson, dopo essere stato promosso il 1º aprile 1930 ad ammiraglio, nel maggio 1930, divenne Comandante in Capo della Mediterranean Fleet, con la sua bandiera sulla corazzata HMS Queen Elizabeth.
Nel gennaio 1933, venne nominato Primo Lord del Mare e nel 1934 venne promosso a Cavaliere di Gran Croce dell'Ordine del Bagno nel corso dei New Year Honours. Il 3 maggio 1935 venne promosso Ammiraglio della Flotta e, nel gennaio 1936, dopo aver preso parte ai funerali di re Giorgio V, e nel maggio 1937, all'incoronazione di re Giorgio VI, fu elevato alla nobiltà, l'11 giugno 1937, come barone Chatfield di Ditchling della Contea di Sussex. Nell'agosto 1938, si ritirò dalla Royal Navy.
All'inizio della guerra civile spagnola, manifestò il suo sostegno per i nazionalisti del generale Francisco Franco, e, nel marzo 1937, si oppose alle proposte del ministro degli esteri Anthony Eden di impiegare le navi da guerra della Royal Navy per assicurare il dominio del Mar Mediterraneo e bloccare i trasporti di materie prime strategiche alla Germania nazista. Chatfield temeva possibili complicazioni belliche con le potenze dell'Asse che avrebbero potuto mettere in pericolo le posizioni britanniche e in particolare Gibilterra.
Alla fine del 1938 presiedette il Comitato di Esperti per la Difesa dell'India. Durante i lavori del Comitato Auchinleck, raccomandò una modifica nelle strategie di difesa dell'India. Questa avrebbe dovuto essere focalizzata più sulle comunicazioni marittime e meno sulla frontiera nordoccidentale. Inoltre consigliò di avviare l'ammodernamento del British Indian Army, il riequipaggiamento degli squadroni della RAF, e il ripristino delle scorte militari.

## Ministro per il Coordinamento della Difesa

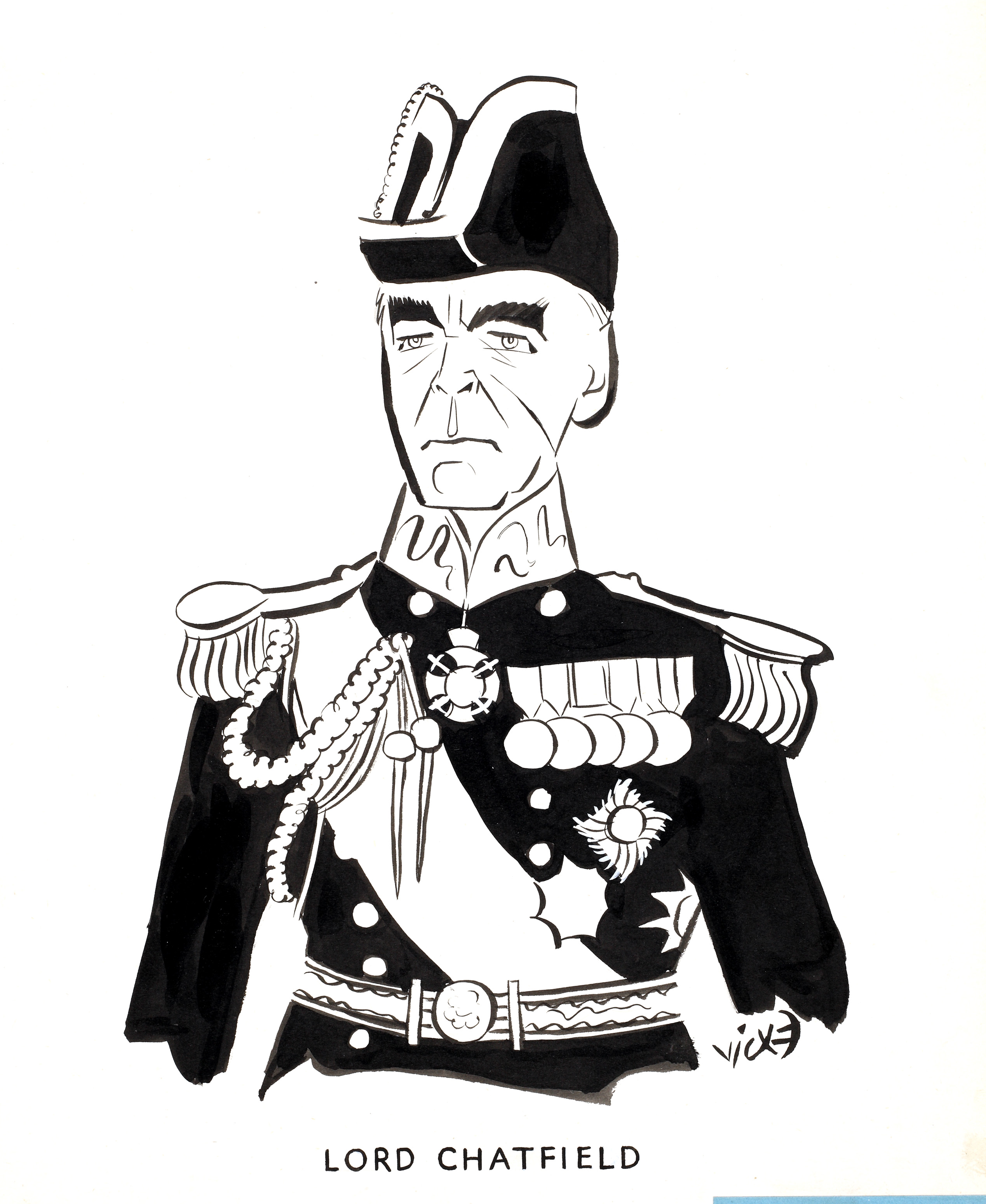
Caricatura di Chatfield di Victor Weisz

Nel febbraio 1939 succedette a Sir Thomas Inskip come Ministro per il Coordinamento della Difesa nel governo di Neville Chamberlain, pur essendo privo di esperienza politica.
Nel marzo del 1939 sollecitò un aumento della produzione di munizioni, proponendo questa strategia operativa: "Organizzare subito il settore manifatturiero su una base di produzione di guerra, non necessariamente a scapito delle esportazioni, ma limitando il consumo interno". Tuttavia, il Presidente del Board of Trade, Oliver Stanley, obiettò: "Un simile passo sarebbe quasi rivoluzionario, e deve essere dimostrato assolutamente essenziale prima della sua introduzione".
L'11 aprile 1939 la Commissione per la Politica Estera decise che la questione del potenziale della Russia come alleato doveva essere affidata ai Capi di Stato Maggiore. Chatfield disse che era chiaro che gli argomenti politici contro l'alleanza con la Russia erano maggiori dei possibili benefici militari, e che i Capi di Stato Maggiore avrebbero dovuto riferire solo sulla capacità militare della Russia. Il 24 aprile 1939 i Capi di Stato Maggiore presentarono la propria relazione valutando la scarsa efficacia militare della Russia. Il giorno dopo Chatfield diede alla Commissione del Governo sulla Politica Estera una sintesi di questo rapporto: "La Russia, anche se viene considerata una grande potenza, militarmente lo solo di livello medio. [...] Comunque, in ogni caso, la sua assistenza sarebbe notevole, ma non di grande valore militare". Il 16 maggio 1939 Lord Halifax disse che le ragioni politiche per non allearsi con la Russia erano più forti delle ragioni strategiche. Chatfield rispose: "[...] se per paura di fare un'alleanza con la Russia avessimo guidato il paese nel campo tedesco avremmo fatto un errore di vitale importanza e di vasta portata".
Chatfield si dimise da Ministro per il Coordinamento della Difesa nell'aprile del 1940 e, successivamente, presiedette un comitato per l'evacuazione degli ospedali di Londra. Si ritirò nella sua casa a Farnham Common nel Buckinghamshire e, il 15 giugno 1951, divenne Deputy Lieutenant di quella contea. Morì nella sua dimora il 15 novembre 1967.

## Famiglia
Nel luglio 1909 si sposa con Lillian Emma Matthews, deceduta nel 1977. La coppia ebbe due figlie e un figlio di nome Ernle, che succedette al padre come barone Chatfield. Lo seguì nella Royal Navy, servendo come Aiutante di Campo al Governatore Generale del Canada tra il 1940 e il 1945. Il secondo barone si stabilì a Victoria in Canada. La loro figlia maggiore, Angela sposò il parlamentare Sir Patrick Donner. La loro figlia più giovane, Katharine, sposò Henry Duckworth, figlio di Sir George Duckworth.